# Митрохино (Торопецкий район)
Митрохино — деревня в Торопецком районе Тверской области. Входит в состав Подгородненского сельского поселения.

## Этимология
Название деревни образовано от вариации мужского имени Митрофан.

## География
Деревня расположена в центральной части района, в 3 километрах к юго-востоку от деревни Пожня. Находится на левом берегу реки Ока.
Климат
Деревня, как и весь район, относится к умеренному поясу северного полушария и находится в области переходного климата от океанического к материковому. Лето с температурным режимом +15…+20 °С (днём +20…+25 °С), зима умеренно-морозная −10…−15 °С; при вторжении арктических воздушных масс до −30…-40 °С.
Среднегодовая скорость ветра 3,5—4,2 метра в секунду.

## История
На топографической карте Фёдора Шуберта 1870—1915 годов обозначена деревня Митрохина. Имела 6 дворов.
На карте РККА 1923—1941 годов обозначена деревня Митрохино. Имела 22 двора.

## Население
| 2010 |
| ---- |
| 1    |

По данным переписи 2002 года, в деревне проживало 2 человека.
Национальный состав
Согласно результатам переписи 2002 года, в национальной структуре населения русские составляли 100 % от жителей.